# Marcella Crudeli
Marcella Crudeli (Gondar, 16 aprile 1940) è una pianista italiana.

## Biografia
Nasce a Gondar, Etiopia, due mesi prima dell'entrata in guerra dell'Italia nella Seconda guerra mondiale. Dopo un periodo di tre anni all'interno di un campo di concentramento e un travagliato viaggio come profuga per rientrare in Italia, torna con la famiglia a Roma ed inizia a studiare pianoforte all'età di 5 anni. 
Nel 1951, all'età di 11 anni, appare nel cinegiornale LUCE eseguendo in duo con il pianista Bruno Aprea la Danza rituale del fuoco di Manuel De Falla.
Si forma alla scuola di Heinz Scholz, Bruno Seidlhofer, Giuseppe Piccioli, Alfred Cortot e Carlo Zecchi. Si è diplomata con il massimo dei voti, lode e menzione speciale al Conservatorio di Milano. Ha compiuto inoltre ulteriori studi al Mozarteum di Salisburgo, all'Università di Vienna e nel 1970 si è diplomata in canto lirico presso il Conservatorio di Taranto. 
Svolge una brillante carriera con circa tremila concerti in oltre ottanta paesi dei cinque continenti, sia come solista che in formazioni cameristiche, per conto di enti quali Piccola Scala di Milano, Wigmore Hall di Londra, Salle Gaveau  di Parigi, Teatro Real di Madrid, Accademia di Santa Cecilia di Roma, Teatro Petruzzelli di Bari e Teatro Colòn di Buenos Aires, Chapelle du Bon Pasteur di Montréal, Filarmonica di S. Pietroburgo e Filarmonica "George Enescu" di Bucarest), Festival dei Due Mondi di Spoleto e radiotelevisivi mondiali.
Si è inoltre esibita insieme a famosi direttori con numerose orchestre (Accademia Nazionale di Santa Cecilia di Roma, Maggio Musicale Fiorentino, Orchestra Sinfonica Nazionale della RAI di Torino, “Scarlatti” di Napoli, Radio-Television Française, Kammerorchester di Amburgo, Rundfunk im amerikanischen Sektor di Berlino, Teatro Verdi di Trieste, Sinfonica di Tel Aviv, Teatro Comunale di Genova, Teatro di San Carlo di Napoli, Taipei Metropolitan Symphony Orchestra, Filarmonica di Bacau, Sinfonica di Istanbul, Sinfonica di Brisbane, Orchestra Sinfonica Siciliana di Palermo, Orchestra i Pomeriggi Musicali di Milano, "Kol Israel").
Già docente di pianoforte principale al Conservatorio "Alfredo Casella" dell'Aquila dal 1968 al 1973 e al Conservatorio Santa Cecilia di Roma dal 1988 al 2004, è stata inoltre direttore del Conservatorio Statale di Musica “Luisa D’Annunzio” di Pescara. Per vent’anni ha tenuto corsi di perfezionamento a Parigi, all’École Normale de Musique “Cortot” prima e presso la “Schola Cantorum” poi. Nel 1993 è stata nominata Professore Emerito al Sakuyo College a Tsuyama.
È stata direttore artistico di numerosi festival musicali (Udine, Formia, Velletri, Morcone, Vasto) ed è membro di giuria e presidente di concorsi pianistici nazionali ed internazionali. È fondatrice e presidente dell’EPTA-Italy (Associazione Italiana Insegnanti di Pianoforte) parte della European Piano Teachers Association, di cui è anche stata presidente europeo. È fondatrice e presidente dell’Associazione Culturale “Fryderyk Chopin” che organizza dal 1990 il Concorso Pianistico Internazionale “Roma”.
Nel settembre 2024 l'Associazione Culturale "Fryderyk Chopin" viene trasformata in Fondazione "Marcella Crudeli" ed il figlio Paolo Masotti ne assume la presidenza.

## Discografia
- Domenico Scarlatti 6 Sonate, Baldassarre Galuppi, Domenico Zipoli, Giovanni Croce, Antonio Gaetano Pampani, B. Legati (Fonit-Cetra, 1971)
- Fryderyk Chopin, Composizioni per pianoforte (Fonit-Cetra, 1975)
- Michail Ivanovič Glinka, Variazioni sul tema de “La Sonnambula” di Rossini, con l’Orchestra della Rundfunk im amerikanischen Sektor di Berlino (Koch International, 1978)
- Nicola Antonio Manfroce, Brani da “Alzira” ed “Ecuba” (Tank, 1979)
- Sergio Calligaris, Contemporanea,  Vol. VI (Ricordi, 1980)
- Ludwig van Beethoven, Gioacchino Rossini, Franz Danzi, Robert Schumann, Per corno e pianoforte con Luciano Giuliani (corno) (EDI-PAN, 1984)
- Wolfgang Amadeus Mozart, Sonata K 576, Ludwig van Beethoven: Sonata Op. 81a,  Franz Schubert: Impromptus Op. 90 (EMS,  1987)
- Aurelio Samorì, Invenzione per Marcella, da “Il Pianoforte” (RCA,1987)
- Luciano Sampaoli, Exemplum,  Il martirio di San Guniforto (Edipan, 1989)
- Sergio Calligaris, Quaderni Pianistici (Carisch, 1990)
- Giorgio Federico Ghedini, Divertimento contrappuntistico, ne I musicisti italiani del ‘900, Il Pianoforte solo (Discoteca di Stato-I.R.TE.M.)
- Domenico Cimarosa, Integrale delle Sonate (EMS-Arcobaleno, 1994)
- Johannes Brahms, Le 21 Danze Ungheresi a quattro mani, con i pianisti dell’École Normale de Musique “Cortot”  (AFC, 1997)
- Antonin Dvorák, Le 16 Danze Slave a quattro mani, con i pianisti dell’École Normale de Musique “Cortot” (AFC, 1998)
- Robert Schumann, Concerto in la minore Op. 54, con la Taipei Metropolitan Symphony Orchestra (1998)
- Fryderyk Chopin, Le Generali e la Musica (1999)
- Edvard Grieg, Concerto in la minore Op. 16, con la Taipei Metropolitan Symphony Orchestra (2001)
- Baldassarre Galuppi, 12 Sonate per pianoforte (AFC, 2002)
- Domenico Scarlatti, Sonate per pianoforte (AFC, 2003)
- Johann Strauss, Marcella Crudeli e la sua Scuola Pianistica eseguono i Walzer di Johann Strauss Junior (OMT, 2006)
- Brahms-Dvorák in concerto, Marcella Crudeli e Rosalba Vestini (Studio 52, 2008)
- Gioachino Rossini, Il Pianoforte in scena (OMT, 2009)
- I capolavori per pianoforte e orchestra interpretati da Marcella Crudeli (AFC, 2011)
- Felix Mendelssohn, Lieder ohne worte (AFC, 2012)
- Autori vari, Sonate e Improvvisi (AFC, 2012)

## Revisioni
- Domenico Cimarosa, 62 Sonate per fortepiano, Vol. I (Carisch, 1991)
- Domenico Cimarosa, 62 Sonate per fortepiano, Vol. II (Carisch, 1992)
- Baldassarre Galuppi, Le 12 Sonate (Edizioni Nuova Carisch, 2001)
- Domenico Scarlatti, 15 Sonate per pianoforte (Edizioni Nuova Carisch, 2007)

## Premi e riconoscimenti
- Premio “Sagittario d’Oro” (1981)
- Premio “Adelaide Ristori” (1982)
- Premio “Cimento ‘Oro dell’Arte e della Cultura” (1985)
- Premio “Città di Palestrina” (1988)
- Premio “Europa” (1989)
- Premio "Mimosa" (1991)
- Premio DISMA “Una vita per lo strumento musicale”, presso l’Università Commerciale Luigi Bocconi di Milano (1993)
- Premio “Lions d’Oro”, “per i suoi altissimi meriti artistici ed umanitari” (1997)
- Accademico dell’Università Angelico Costantiniana di Arti e Scienze di Roma (2004)
- Premio “Una vita per lo strumento musicale” della DISMA all'Università Commerciale Luigi Bocconi di Milano
- Premio “Paul Harris Fellow-Tre Rubini” del Rotary International per i meriti artistici e umanitari (2012)
- Premio "Cimarosa" (2012)
- Premio "Francavilla" (2012)
- Premio “Minerva-Anna Maria Mammoliti” (2013)
- Premio Simpatia (2014)
- Premio “Sorrento Classica” (2021)